# Пропало лето
«Пропало лето» — советский чёрно-белый художественный фильм 1963 года. Детская эксцентрическая кинокомедия, снятая дебютантами Роланом Быковым и Никитой Орловым.
Фильм «Пропало лето» получил почётный диплом на Международном кинофестивале в Каннах в 1965 году.

## Сюжет
Спортсмен-велосипедист, мастер на все руки Валерий Булышев и недотёпа Жека Ручкин — москвичи и закадычные друзья. Родители отправляют их на летние каникулы в маленький городок Курепку к трём тёткам Валерия, которые своего племянника прежде никогда не видели.
Проводить всё лето у старых, скучных, как он полагает, тёток, Валерий не хочет и пытается устроиться в экспедицию к случайному попутчику. Жеке же приходится отправляться к тётушкам и выдавать себя за их племянника, хотя они являются полной противоположностью друг другу. Но «экспедиция» оказывается обычной перевозкой грузов по реке, и Валерий вынужден тоже вернуться в Курепку. Однако по дороге к дому Валерий, не зная тёток в лицо, ухитряется вступить в конфликт с ними всеми. И теперь он вынужден прятаться на чердаке дома тётушек, а Жеке приходится продолжать выдавать себя за Валерия.
Но оказывается, что тётки вовсе не скучные, а ведут активный образ жизни (занимаются охотой и рыбалкой, занимаются велоспортом, ходят в турпоходы), являются уважаемыми людьми (директор единственной школы, шеф-повар единственной столовой, главный врач единственной больницы) и просто являются хорошими людьми, которых все очень любят. Жека весело и интересно проводит время в их обществе, а Валерию приходится скучать на чердаке.
Пройдя целую череду смешных и нелепых приключений, Жека становится умелым и самостоятельным и даже выигрывает велосипедную гонку, не умея прежде даже кататься, а Валерий совершенно меняет своё несправедливое мнение о тётках и получает их полное прощение.

## В фильме снимались
- Володя Евстафьев — Жека Ручкин
- Серёжа Гудко — Валерий Булышев
- Зоя Фёдорова — тётя Даша
- Антонина Дмитриева — тётя Маша
- Людмила Чернышёва — тётя Саша
- Александр Лебедев — старший сержант милиции Муравей
- Яков Ленц — заведующий почтой / рабочий на мосту
- Михаил Пуговкин — главный экспедитор
- Сергей Филиппов — Николай Ерофеевич Булышев (дядя Коля), двоюродный дед Валерия на портрете (в фильме не участвовал)
- Володя Швец
- Юра Смирнов
- Алёша Попов
- Ваня Цапич

### В эпизодах
- Павел Павленко — Евгений Александрович Ручкин, дед Жеки
- Владимир Пицек — маляр
- Николай Кузнецов — Лёва, продавец
- Елизавета Алексеева — Кусакина, горожанка
- Маргарита Пятецкая

## Съёмочная группа
- Сценарий — Авенира Зака и Исая Кузнецова
- Постановка — Ролана Быкова и Никиты Орлова
- Операторы — Геннадий Цекавый, Виктор Якушев
- Режиссёр — Л. Брожовский
- Художник — Александр Кузнецов
- Композитор — Борис Чайковский
- Звукооператоры — М. Бляхина, Б. Зуев
- Дирижёр — Эмин Хачатурян
- Костюмы — Н. Мешковой
- Монтаж — Ирмы Цекавой
- Грим — Н. Тихомировой, В. Горевой
- Комбинированные съёмки:

оператор — Г. Айзенберг
художник — М. Семёнов
- Редактор — Н. Лозинская
- Директор картины — Н. Владимиров

## Факты
- Изначально фильм снимал режиссёр-документалист Никита Орлов — дебютант в полнометражном художественном кино, но руководство «Мосфильма» признало отснятый материал творческим браком и пригласило начинающего режиссёра Ролана Быкова, уже поставившего по заказу ВЛКСМ киноспектакль «Встаёт утро», переснять брак и доснять ленту за оставшиеся деньги и сроки. Отказать своему худруку Михаилу Ромму Быков не смог, но из уважения оставил Никиту Орлова в титрах как одного из режиссёров[1]. Для Ролана Быкова этот фильм также стал единственной чёрно-белой и первой режиссёрской работой, вышедшей, однако, после второй его картины — «Семь нянек». В дальнейшем он снял много фильмов для детей и юношества («Айболит-66», «Внимание, черепаха!», «Телеграмма», «Автомобиль, скрипка и собака Клякса», «Чучело» и др.).
- Съёмки картины проходили в Ужгороде и Закарпатской области.
- Роль тёти Саши для Людмилы Чернышёвой стала последней — она скончалась во время съёмок, поэтому в некоторых сценах её заменила дублёрша.
- Ролан Быков — один из режиссёров фильма — также появился в эпизоде в роли покупателя на рынке